# Peter Snell
Sir Peter George Snell (Opunake, 17 december 1938 - Dallas (Texas), 12 december 2019) was een Nieuw-Zeelandse atleet. Hij stopte reeds op 25-jarige leeftijd, maar werd in zijn geboorteland wel uitgeroepen tot sporter van de eeuw. Als protegé van de bekende Nieuw-Zeelandse atletiekcoach Arthur Lydiard werd Snell beroemd door de drie olympische gouden medailles die hij won. Hij was niet alleen gerespecteerd voor wat hij had bereikt, maar ook voor de manier waarop hij het bereikte, met totale dominantie, gratie en bescheidenheid.

## Biografie

### Atletiekcarrière
Snells familie verhuisde in 1949 naar Waikato. Hier werd hij een allround sportman. Hij won verschillende middenlangeafstandswedstrijden die werden gehouden in zijn woonplaats Te Aroha. Snell ging naar de Mt. Albert Grammar School voor jongens in Auckland, waar hij deelnam aan verschillende sporten, zowel individuele als teamsporten, o.a. rugby, cricket, tennis, badminton en golf. Als tiener blonk Snell uit in tennis en hij nam deel aan de Auckland en Nieuw-Zeeland Junioren Tennis Kampioenschappen.
Op de leeftijd van negentien jaar werd hij door commentaar van zijn toekomstige coach Arthur Lydiard gemotiveerd om serieuzer voor het hardlopen te gaan trainen: "Peter, met de snelheid die jij hebt, als je duurtraining gaat doen, kan je een van onze beste middellangeafstandslopers worden." In het begin van zijn carrière won hij onder de hoede van Lydiard nationale titels en hij brak records op de 880 yds en de mijl. Voor atletiekstandaarden was hij een ongewoon grote man en samen met zijn resultaten gaf dit aan, dat er nog grote dingen van hem verwacht konden worden.

### Olympisch succes
Snell kwam onder de internationale aandacht, toen hij tijdens de Olympische Spelen van 1960 de gouden medaille won en een wereldrecord liep op de 800 m. Hij was vooral dominant op de Olympische Spelen van 1964: hij won weer het goud en vestigde een wereldrecord op de 800 m. Daarnaast won hij ook het goud op de 1500 m. Zijn tijd op de 800 m zou 36 jaar later tijdens de Olympische Zomerspelen 2000 nog goed genoeg geweest zijn voor het zilver, slechts een fractie verwijderd van het goud. Het winnen van de dubbel 800–1500 m tijdens een open wereldkampioenschap werd pas tijdens de wereldkampioenschappen van 2005 in Helsinki weer gedaan door Rashid Ramzi uit Bahrein.

### Wereldrecords
In januari 1962 brak Snell het wereldrecord op de mijl voor een groot publiek bij Cook's Gardens in Whanganui, en een week later liep hij een wereldrecord op zowel de 800 m als de 800 yd in Christchurch. Daarna won hij goud en vestigde een wereldrecord op de 880 yd tijdens de Gemenebestspelen in Perth in 1962 en won hij eveneens goud op de mijl tijdens dezelfde spelen. Later dat jaar werd hij onderscheiden met de benoeming tot Officier in de Orde van het Britse Rijk.
Totaal vestigde Snell vijf individuele wereldrecords en hij was lid van het Nieuw-Zeelandse team dat een 4 × 1 mijl-estafetterecord vestigde. In 1965, na een reeks nederlagen, verbaasde hij Nieuw-Zeeland en de atletiekwereld door het einde van zijn atletiekcarrière aan te kondigen.
Snells voormalige wereldrecords van 1.44,3 s op de 800 m, gelopen op 3 februari 1962, en 2.16,6 s op de 1000 m, gelopen op 12 november 1964, zijn nog steeds de nationale records in Nieuw-Zeeland.
Snells 800 m-tijd uit 1962 is nog steeds de snelste tijd over die afstand die ooit is gelopen op een grasbaan. Het is ook het oudste nationale record dat erkend is door de IAAF voor een atletiekonderdeel.

### Nieuwe mogelijkheden
Snell werkte voor een tabaksbedrijf, voordat hij in 1972 naar Amerika verhuisde voor een opleiding. Hij verwierf een BSc in Human Performance, en werd daarna Ph.D. in Exercise Physiologie. Hij ging voor de Universiteit van Texas Southwestern Medical Center in Dallas werken als researcher in 1981. Hij werd assistant-professor, Department of Internal Medicine en ook Director van hun Human Performance Center. Als lid van het American College of Sports Medicine werd Snell in 1999 geëerd als een Inaugural Inductee, International Scholar, in de Hall of Fame van Atleten, Universiteit van Rhode Island.
Snell was een actief oriëntatieloper. Hij won zijn categorie, mannen 65 jaar en ouder, tijdens de Amerikaanse kampioenschappen in 2003. Hij was voorzitter van de North Texas Oriëntatie Associatie en lid van de United States Oriëntatie Federatie. Een huis in Macleans College is naar hem genoemd.

### Postzegels
Peter Snell was een van de vijf olympische atleten uit Nieuw-Zeeland die staan op een serie postzegels die uitkwamen in augustus 2004 ter gelegenheid van de Olympische Spelen in 2004. Op de twee-dollarzegel, uitgegeven door de Nieuw-Zeelandse Post, staat een foto van Peter Snell die over de finishlijn komt bij de 800 m-wedstrijd van de Olympische Spelen van 1960 in Rome.
In 2009 werd Snell in de adelstand verheven. Drie jaar later werd hij opgenomen in de IAAF Hall of Fame.
In 2010 kreeg Snell hartproblemen. Hij raakte in november 2019 onwel achter het stuur van zijn auto, en overleed een maand later in zijn huis in Dallas.

## Titels
- Olympisch kampioen 800 m - 1960, 1964
- Olympisch kampioen 1500 m - 1964
- Nieuw-Zeelands kampioen 880 yd - 1959, 1960, 1962, 1964
- Nieuw-Zeelands kampioen 1 Eng. mijl - 1959
- Nieuw-Zeelands kampioen veldlopen (lange afstand) - 1962

## Persoonlijke records
| Onderdeel   | Prestatie                 | Datum            | Plaats       |
| ----------- | ------------------------- | ---------------- | ------------ |
| 800 m       | 1.44,3 (ex-WR; ex-AR, NR) | 3 februari 1962  | Christchurch |
| 1000 m      | 2.16,6 (ex-WR)            | 12 november 1964 | Auckland     |
| 1500 m      | 3.37,6                    | 17 november 1964 | Auckland     |
| 1 Eng. mijl | 3.54,1 (ex-WR)            | 17 november 1964 | Auckland     |

## Palmares

### 800 m
- 1960:  OS - 1.46,48
- 1964:  OS - 1.45,1

### 880 yd
- 1959:  Nieuw-Zeelandse kamp. - 1.52,4
- 1960:  Nieuw-Zeelandse kamp. - 1.53,9
- 1962:  Nieuw-Zeelandse kamp. - 1.53,9
- 1962:  Gemenebestspelen - 1.47,64
- 1964:  Nieuw-Zeelandse kamp. - 1.53,2

### 1500 m
- 1964:  OS - 3.38,1

### 1 Eng. mijl
- 1959:  Nieuw-Zeelandse kamp. - 4.10,2
- 1962:  Gemenebestspelen - 4.04,58

### veldlopen
- 1962:  Nieuw-Zeelandse kamp. - 35.36

## Onderscheidingen
- IAAF Hall of Fame - 2012

1896: Teddy Flack ·
1900: Alfred Tysoe ·
1904: Jim Lightbody ·
1908: Mel Sheppard ·
1912: Ted Meredith ·
1920: Albert Hill ·
1924: Douglas Lowe ·
1928: Douglas Lowe ·
1932: Tommy Hampson ·
1936: John Woodruff ·
1948: Mal Whitfield ·
1952: Mal Whitfield ·
1956: Tom Courtney ·
1960: Peter Snell ·
1964: Peter Snell ·
1968: Ralph Doubell ·
1972: Dave Wottle ·
1976: Alberto Juantorena ·
1980: Steve Ovett ·
1984: Joaquim Cruz ·
1988: Paul Ereng ·
1992: William Tanui ·
1996: Vebjørn Rodal ·
2000: Nils Schumann ·
2004: Joeri Borzakovski ·
2008: Wilfred Bungei ·
2012: David Rudisha ·
2016: David Rudisha ·
2020: Emmanuel Korir ·
2024: Emmanuel Wanyonyi
1896: Teddy Flack ·
1900: Charles Bennett ·
1904: Jim Lightbody ·
1908: Mel Sheppard ·
1912: Arnold Jackson ·
1920: Albert Hill ·
1924: Paavo Nurmi ·
1928: Harri Larva ·
1932: Luigi Beccali ·
1936: Jack Lovelock ·
1948: Henry Eriksson ·
1952: Josy Barthel ·
1956: Ron Delany ·
1960: Herb Elliott ·
1964: Peter Snell ·
1968: Kipchoge Keino ·
1972: Pekka Vasala ·
1976: John Walker ·
1980: Sebastian Coe ·
1984: Sebastian Coe ·
1988: Peter Rono ·
1992: Fermín Cacho ·
1996: Noureddine Morceli ·
2000: Noah Ngeny ·
2004: Hicham El Guerrouj ·
2008: Asbel Kiprop ·
2012: Taoufik Makhloufi ·
2016: Matthew Centrowitz ·
2020: Jakob Ingebrigtsen ·
2024: Cole Hocker
- World Athletics: 14357673
- International Standard Name Identifier: 0000 0000 5115 6129
- Library of Congress Control Number: no2007086255
- National Archives and Records Administration: 10615570
- Nationale bibliotheek van Australië: 53423024
- SNAC: w6ss52z5
- Museum of New Zealand Te Papa Tongarewa: 44361
- Trove: 1535917
- Virtual International Authority File: 31779685
- WorldCat: E39PBJmDjJQvrVfvVcDdkyBpT3